# Славянский, Иван Павлович
Иван Павлович Славянский (25 июня 1905, Кагальницкая, область Войска Донского — 19 января 1973, Тамбов) — командир батальона 479-го стрелкового полка 149-й Новоград-Волынской стрелковой дивизии 3-й гвардейской армии 1-го Украинского фронта, майор. Герой Советского Союза.

## Биография

### Ранние годы
Родился 25 июня 1905 года в станице Кагальницкой ныне Ростовской области в семье казака. Русский. Окончил 4 класса в Кагальницкой средней школе № 1. Работал в казачьем крестьянском хозяйстве.
.

### В РККА
В Красной Армии в 1929-30 годах. Был курсантом полковой школы танкистов Северо-Кавказского военного округа (СКВО). В 1930 году уволен в долгосрочный отпуск.
Вернувшись в Кагальницкую свернул всё хозяйство, неожиданно с семьёй уезжает на родину отца в станицу Апшеронскую.
В 1930-е годы жил в станице Апшеронская, работал бригадиром грузчиков, старшим завхозом и заведующим базой Апшеронского торга.

### Участие в Великой Отечественной войне
Вторично призван в Красную армию 23 июня 1941 года. В действующей армии с июля 1941 года. Был помощником командира пулемётного взвода бронепоезда, командиром пулемётного взвода и роты, командиром стрелкового батальона. Воевал на Центральном, Западном, Брянском, снова Центральном, Белорусском, 1-м Украинском фронтах. Член КПСС с 1943 года. В боях 8 раз ранен.
Участвовал:
-	в боях на железной дороге Лунинец — Гомель, в обороне рубежа по реке Нара южнее города Подольск, в контрнаступлении под Москвой и освобождении города Малоярославец — в 1941 году;
-	в боях на Юхновском направлении и реке Угра, в районе реки Вытебеть южнее города Белев, на Волховском направлении — в 1942;
-	в боях на Севском направлении и на Курской дуге, в освобождении города Дмитровск-Орловский, в Черниговско-Припятской и Гомельско-Речицкой операциях, в том числе в форсировании Днепра и освобождении населённых пунктов Суземка, Лоев, Речица. в боях в районе города Коростень — в 1943;
-	в Ровно-Луцкой и Львовско-Сандомирской операциях, в том числе в освобождении городов Ровно, Дубно, Замосць, в боях с Бродской группировкой, в форсировании реки Висла и боях на Сандомирском плацдарме — в 1944;
-	в Висло-Одерской операции, в том числе в завоевании плацдарма на Одере в районе города Нейзальц (Нова-Суль), в Берлинской операции, в боях в районе городов Котбус, Люббен, в освобождении Праги — в 1945.

### Подвиг
Командир 2-го стрелкового батальона 479-го стрелкового полка 149-й стрелковой дивизии майор Славянский в ночь на 1 августа 1944 года форсировал Вислу в районе посёлка Дембно (севернее города Сандомир, Польша). Батальон занял плацдарм, в ночном бою расширил его на 3 километра по фронту и 1,5 километров в Шубину.
Указом Президиума Верховного Совета СССР от 23 сентября 1944 года за образцовое выполнение боевых заданий командования на фронте борьбы с немецко-фашистскими захватчиками и проявленные при этом мужество и героизм майору Славянскому Ивану Павловичу присвоено звание Героя Советского Союза с вручением ордена Ленина и медали «Золотая Звезда» (№ 2330).

### После войны
В 1945-48 годах служил в Чехословакии и Австрии заместителем командира по строевой части 39-го гвардейского стрелкового полка 13-й гвардейской стрелковой дивизии и 45-го гвардейского механизированного полка 13-й гвардейской механизированной дивизии. С 1948 года служил на должности военкома: (01.1948 — 10.1951) — Мучкапского РВК, (08.1953 — 12.1958) — Бондарского РВК Тамбовской области. В 1952 году окончил Курсы усовершенствования офицерского состава (КУОС) в городе Куйбышев (Самара).

### После службы в армии
С 30 декабря 1958 года полковник И. П. Славянский — в запасе. Жил в городе Тамбов, был персональным пенсионером союзного значения.
Умер 19 января 1973 года. Похоронен в городе Тамбов, на Воздвиженском кладбище.

## Награды
Награждён орденом Ленина (23.09.44), 2 орденами Красного Знамени (29.04.44; 20.03.45), орденами Богдана Хмельницкого 3-й степени (12.04.44), Отечественной войны 2-й степени (18.08.43), 2 орденами Красной Звезды (27.04.43; 30.12.56), медалями «За боевые заслуги» (19.11.51), «За оборону Москвы», «За взятие Берлина», «За освобождение Праги», «За победу над Германией», «XXX лет СА и ВМФ».

## Память
- Мемориальная доска в память о Славянском установлена Российским военно-историческим обществом на здании Кагальницкой средней школы № 1, где он учился[2].
- Имя Героя высечено золотыми буквами в зале Славы Центрального музея Великой Отечественной войны в Парке Победы города Москвы.
- В станице Кагальницкой Ростовской области имя Героя носит средняя школа № 17[2].
- В Тамбове, на доме, где жил Герой, установлена мемориальная доска.
- В Апшеронске, где жил Герой, установлена мемориальная доска.
- В Апшеронске на Аллее Славы установлен памятный знак Герою.